# Gräselefant
Gräselefant (Euthrix potatoria) är en fjäril i familjen ädelspinnare. Den hade tidigare det latinska namnet Philudoria potatoria.
Fjärilen förekommer i Europa men inte i de allra nordligaste delar och inte heller vid Medelhavet. Dessutom sträcker sig utbredningsområdet österut till Japan. Den har numera en begränsad utbredning längs kusterna i södra Sverige.
Fjärilarnas vingbredd ligger mellan 40 och 65 millimeter. Deras vingar har en gulbrun eller rödbrun färg och hanar är oftast mörkare än honor. Larverna är cirka 75 millimeter långa och har ett mönster i många färger.